# Фунду Херциј (Ботошани)
Фунду Херциј (рум. Fundu Herții) насеље је у Румунији у округу Ботошани у општини Кристинешти. Oпштина се налази на надморској висини од 189 m.

## Становништво
Према подацима из 2002. године у насељу је живело 653 становника, од којих су сви румунске националности.